# Кременчугская мысль
«Кременчугская мысль» (рос. «Кременчуцька думка») — щоденна літературно-суспільна та політично-економічна газета, що виходила у Кременчуці 1911 року.

## Опис
- Редактор-видавець — Б. Л. Вітлін.
- Формат — 64 см, 4 с.

## Випуски
- 1911 — № 1 (8-VIII).